# Garbell
|  | Per a altres significats, vegeu «Garbell (agricultura)». |

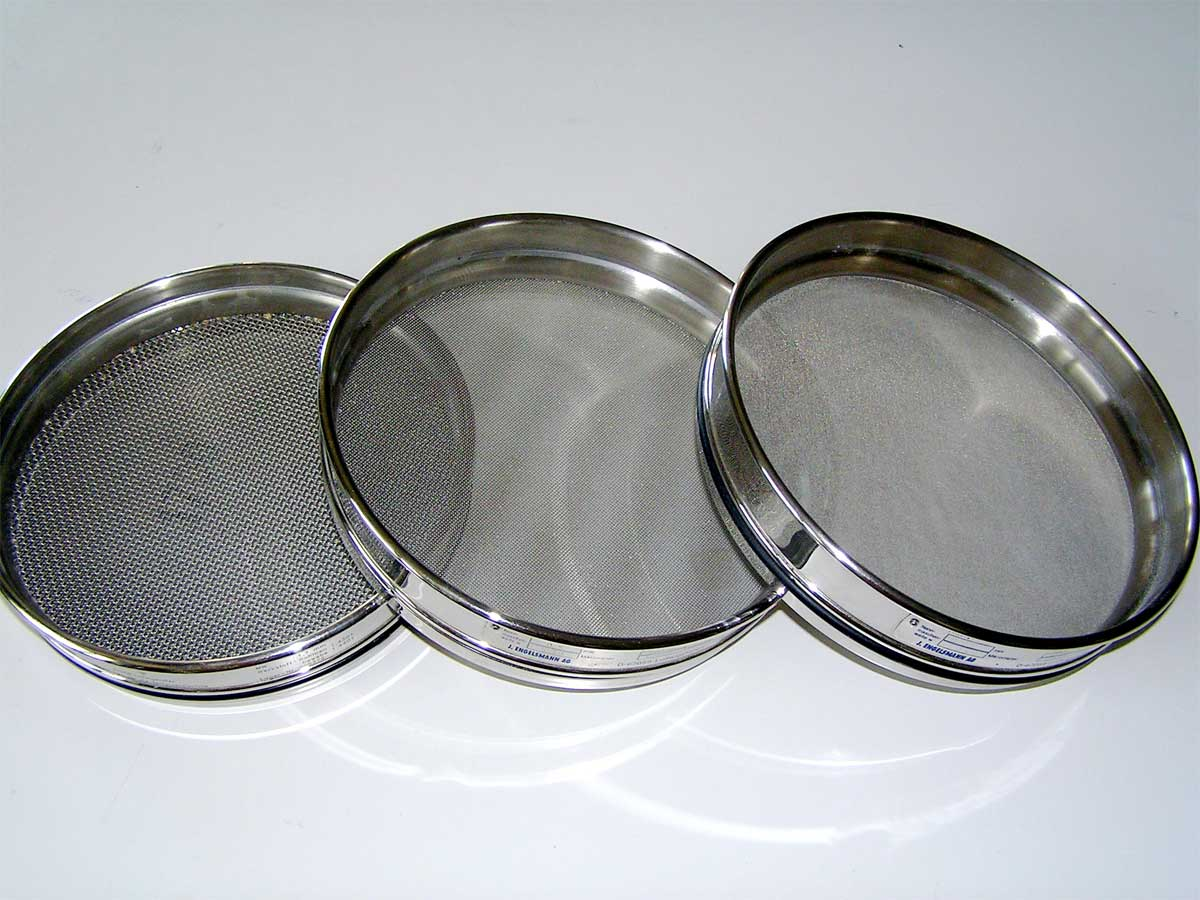
Garbells usats en un laboratori.

Un garbell, crivell o sedàs i cernedor(a) o passador(a) és un estri destinat a separar materials segons la seva grandària. La forma més perfeccionada, que s'utilitza actualment en els laboratoris, és una bateria de garbells metàl·lics cadascun disposat l'un sobre l'altre de manera que l'espai de pas disminueix progressivament des del garbell de dalt fins al de baix. Es posa la mostra al garbell superior i se sacseja tota la bateria manualment o de forma mecànica. Les diverses fraccions de la mostra resten separades a cadascun dels garbells i així les impureses es poden classificar per la seva mida.
El cernedor o la cernedora és pròpiament, el bastiment damunt el qual es fa anar i venir el sedàs per a cendre la farina.

## Sinònims
Al costat de sedàs, hi ha alguns termes sinònims o relacionats: erer garbell, porgador, crivell, cernedor, cernedora, juller, passador, passadora, tamís, triapedres...

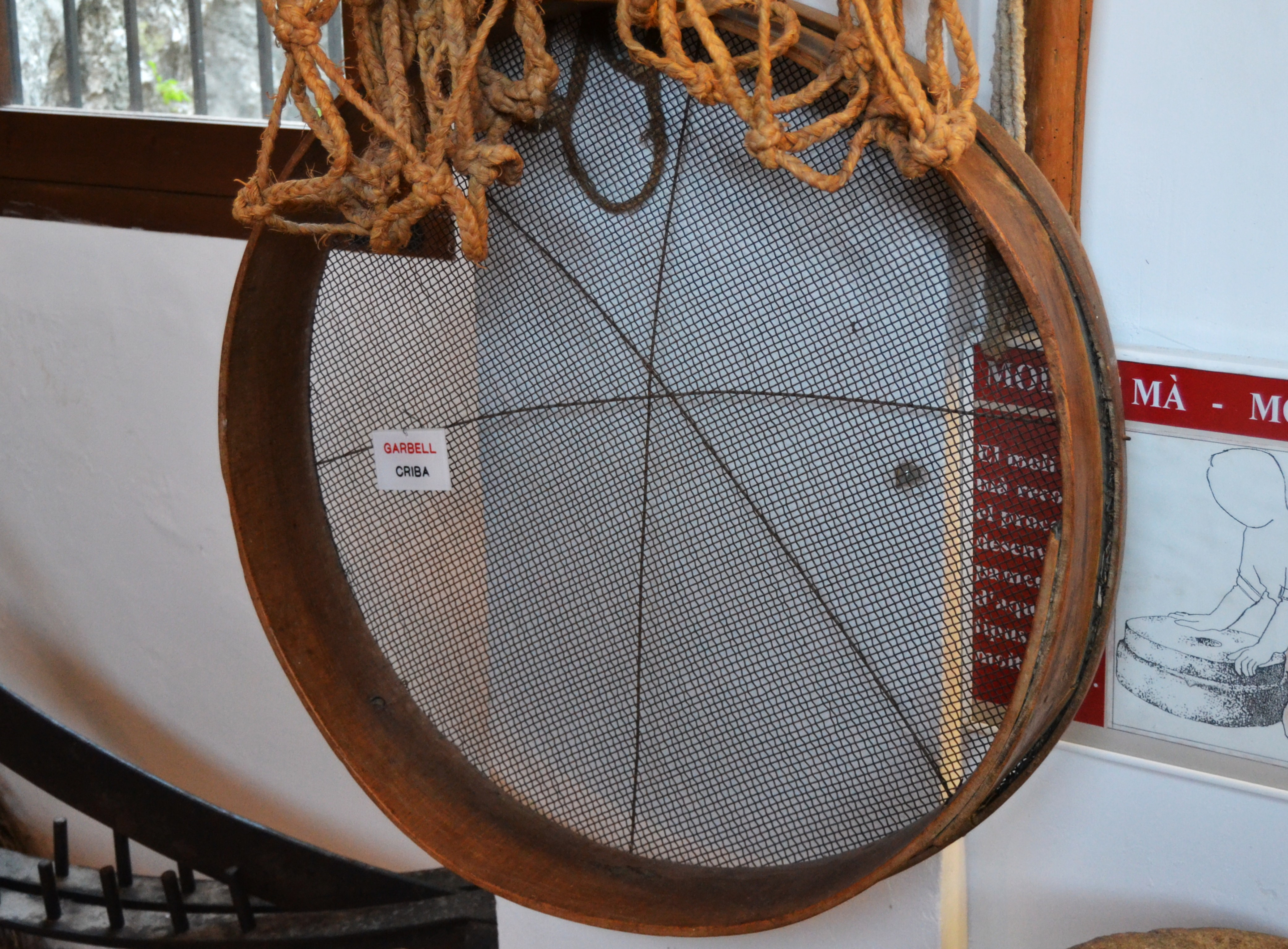
Garbell al museu Etnològic del Castell de Guadalest
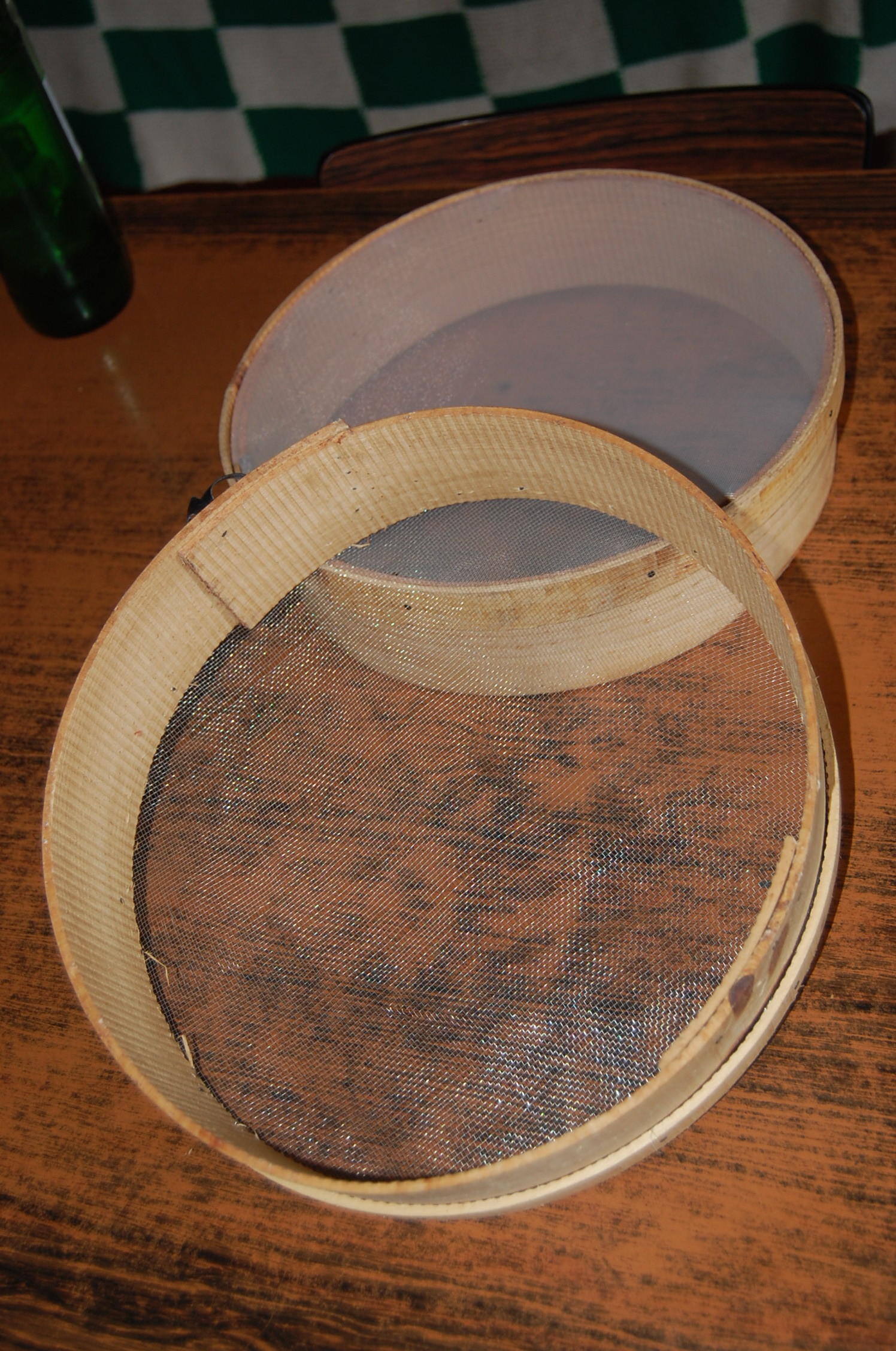
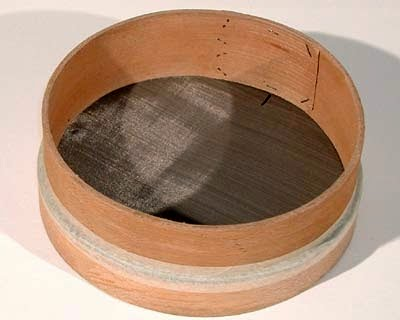